# Victor Rebengiuc
Victor Rebengiuc (pronunciat en romanès: [ˈviktor rebenˈd͡ʒjuk]; conegut íntegrament com a Victor-George Rebengiuc; nascut el 10 de febrer de 1933) és un actor de cinema i teatre romanès, també conegut com a activista de la societat civil.
Des de 1957, és membre de la companyia del Teatre Bulandra, actuant en més de 200 papers només en aquest escenari. Després d'haver tingut la seva gran actuació amb El bosc dels penjats de Liviu Ciulei, Rebengiuc es va convertir en una figura important del cinema romanès, i es va fer especialment conegut per la seva aparició el 1986 a Moromeții de Stere Gulea. També va protagonitzar pel·lícules de Dan Pița (Tănase Scatiu; Dreptate în lanţuri; Faleze de nisip; L'home del dia) i Lucian Pintilie (De ce trag clopotele, Mitică?; Balanţa; Too Late; Last Stop Paradise; Niki i Flo; Tertium non datur). Rebengiuc va ser celebrat per les seves actuacions escèniques, apareixent en obres dirigides, entre d'altres, per Ciulei, Radu Penciulescu, Andrei Şerban, Cătălina Buzoianu, Yuri Kordonsky, Gábor Tompa i Alexandru Dabija. L'antic marit de l'actriu Anca Verești, està casat amb Mariana Mihuț, la seva col·lega de Bulandra.
La vida de Rebengiuc sota el règim comunista li va proporcionar una perspectiva anticomunista, i algunes de les seves pel·lícules dels anys vuitanta van ser censurades o prohibides pels funcionaris del país. El 1989, va participar en la revolució romanesa, quan va ser una de les persones que van irrompre a l'edifici de la televisió romanesa i van transmetre la caiguda de Nicolae Ceaușescu i la fi del domini comunista. Posteriorment, Rebengiuc es va pronunciar contra les forces polítiques que creu que defensen el llegat del règim a la societat moderna i va demanar la condemna retrospectiva del comunisme. Com a personatge públic, ha tingut una breu carrera en política i, des de mitjans dels anys noranta, avala organitzacions no governamentals.

## Biografia

### Primers anys de vida
Originari de Bucarest, Rebengiuc prové d'una família modesta. Després que els seus pares es van separar quan ell tenia tres anys, ell i el seu germà petit van ser criats pels seus avis materns. Va créixer als afores de la ciutat, als barris de renda baixa, i, segons recorda, la seva família canviava sovint de residència per pagar el lloguer. Van viure a Dristor, després a Chiajna, Rahova, Dealul Spirii i finalment al nord de Bucarest. El seu pare Gheorghe, a qui els dos fills coneixien poques vegades, va ser reclutat durant la Segona Guerra Mundial, i va morir lluitant a les forces terrestres durant la batalla de Stalingrad; Víctor i el seu germà van rebre posteriorment una pensió. La seva mare treballava com a dependenta i, just abans de jubilar-se, era empleada del Ministeri de Transports. Rebengiuc atribueix als gens del seu pare la seva pròpia habilitat d'actuació. Va assenyalar en una entrevista: "Em va fer mal l'absència del meu pare i, d'alguna manera, sempre vaig sentir que hi faltava alguna cosa, tot i que el vincle entre nosaltres no era fort".
Victor Rebengiuc va completar els seus estudis secundaris a l'institut militar, escola a la qual agraeix haver-li inculcat el sentit de la disciplina. Després d'un període de col·laboració amb una companyia d'aficionats situada a la zona de Vitan Rebengiuc va assistir a l'Institut del Teatre, on va tenir per a la seva professora l'actriu Aura Buzescu, a qui acredita, juntament amb Clody Bertola, haver inspirat la seva tècnica. Entre els artistes que han donat forma a la seva obra, Rebengiuc també inclou els principals actors soviètics Mikhail Zharov i Ruben Simonov, les actuacions dels quals en pel·lícules va seguir de prop, i el seu col·lega romanès Radu Beligan. Diu: "Quan vaig començar actuava amb els aficionats, imitava a Beligan. [... ] Només quan estava fent un examen a l'Institut, em van dir: "Ei, estàs imitant a Beligan!" I llavors em vaig adonar i vaig intentar desfer-me d'aquesta cosa."

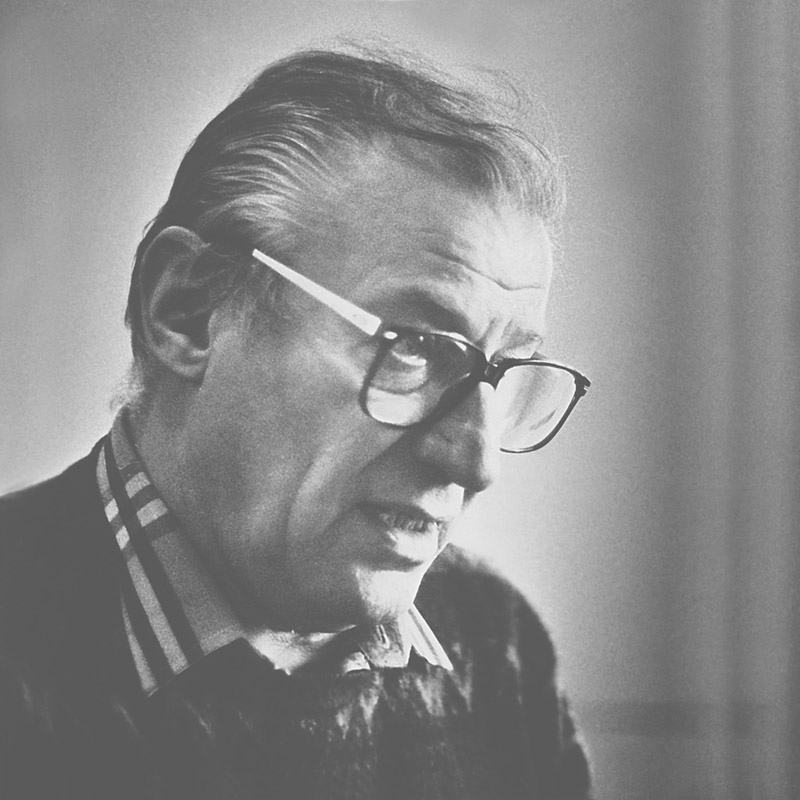
Victor Rebengiuc el 1992

Es va graduar l'any 1956 i, després d'una estada de sis mesos al Teatre Nacional de Craiova, tornar a Bucarest, instal·lant-se als voltants dels jardins de Cişmigiu i començant a treballar amb Bulandra. Rebengiuc estava en aquell moment en una relació amb Anca Vereşti, amb qui es va casar el 1960, divorciant-se d'ella cinc anys més tard.
El primer paper dramàtic de Rebengiuc va ser el de Biff a l'obra Death of a Salesman d'Arthur Miller, una actuació de la qual lamenta, descrivint el seu director, Dinu Negreanu, com una persona sense talent promoguda per "raons polítiques". També relata que la formació per a la part va comportar la seva primera col·laboració amb Liviu Ciulei, que veu com un dels pocs aspectes positius de la producció. Al voltant de la mateixa època, va començar una col·laboració amb la companyia Teatrul Mic i el director Radu Penciulescu, sent, juntament amb Leopoldina Bălănuță, George Constantin i Olga Tudorache, un dels primers actors que es va embarcar en el projecte. Rebengiuc va aparèixer en diverses de les produccions experimentals de Penciulescu: Dos per al balancí de William Gibson, Tango de Sławomir Mrożek i Richard II de William Shakespeare. La crítica teatral Simona Chiţan va veure la col·laboració com un aspecte de la liberalització posterior als anys del realisme socialista: "Penciulescu i Rebengiuc han obert així […] un període positiu per al teatre romanès : el repertori s'havia ampliat, estranger, no només soviètic, es representaven obres de teatre, autors moderns per a l'època en qüestió feien produir les seves obres".

### Primers papers importants
Rebengiuc va debutar al cinema amb Mîndrie de 1956, i va ocupar papers menors en diverses pel·lícules, inclosa la Furtuna de 1960, adaptada per Andrei Blaier d'un dels escrits de Titus Popovici , Poveste sentimentală d'Iulian Mihu (a partir d'una obra d'Horia Lovinescu) i Darclée, la història biogràfica de la cantant d'òpera Hariclea Darclée. El 1965, Victor Rebengiuc va interpretar Apostol Bologa, el personatge central de la pel·lícula de Ciulei El bosc dels penjats (adaptat de la novel·la homònima de Liviu Rebreanu). La pel·lícula li va valer a Ciulei el Premi al Millor Director al Festival de Cannes, i va ser rebuda amb una gran ovació al Festival de Cinema d'Acapulco a Mèxic. Trenta-sis anys després, Rebengiuc va reconèixer que la pel·lícula era el seu paper innovador, i va indicar que la descripció de la pel·lícula dels conflictes ètnics a Àustria-Hongria la va fer "absolutament fresca, sense data", fent un paral·lelisme entre el seu guió. i els problemes plantejats per les guerres iugoslaves. Segons els seus records, el seu "rostre angelical" havia estat inicialment jutjat poc satisfactori per Ciulei, però va aconseguir convèncer durant el càsting. També diu que, en rebre la notícia de la seva acceptació, "me van començar a tremolar les cames i vaig caure de la cadira".
Va ser al plató que va conèixer i es va enamorar de Mariana Mihuţ, casant-se amb ella el 1965. Va tenir un fill, Tudor, l'any 1975, i més tard va explicar que la seva dona havia decidit mantenir-lo només perquè l'avortament havia estat il·legal i les intervencions clandestines havien esdevingut insalubres (vegeu Avortament a Romania, Decreţei). Tudor Rebengiuc és un arquitecte conegut.
Des que es va donar a conèixer al públic, Rebengiuc es va consolidar com un dels actors principals de la seva generació, i va guanyar elogis tant per la seva tècnica com per la seva habilitat natural. El filòsof i crític Andrei Pleșu escriu: "Victor Rebengiuc pot actuar magníficament en qualsevol paper, perquè mai actua en el paper d'"artista". L'únic "senyal" de la seva implicació específica és, potser, la naturalesa cristal·lina inconfusible del seu discurs, la dicció avançada, l'atenció natural cap a la claredat de l'emissió vocal i el missatge. I això no vol dir l'afectació habitual de l'escenari, la cura pedant, artificial, dels efectes sonors, de la impostura viril de la veu. Significa el respecte pel text, pel company de diàleg i per la llengua. El talent de Victor Rebengiuc prové, sobretot, d'un cert culte a la veritat […] i d'una capacitat estranya pel que és natural." L'actor reconeix tenir por a la improvisació i relata haver-se preparat intensament per a cadascun dels seus papers. Col·laborant amb directors d'escena importants com Ciulei, Cătălina Buzoianu i Andrei Șerban, Rebengiuc va guanyar més notorietat per les seves actuacions en adaptacions d'obres de Shakespeare (Orlando a Al vostre gust, Brutus a Julius Caesar, el paper principal a Ricard II), així com com en els d'Henrik Ibsen (Bernick a Els pilars de la societat i el personatge principal a Rosmersholm), Anton Txékhov (Michail Lvovich Astroff a L'oncle Vània), Oscar Wilde (Jack a La importància de ser Frank), Eugene O'Neill (Llarg viatge d'un dia a la nit, Una lluna per als misbegottens) i Tennessee Williams (Stanley Kowalski a Un tramvia anomenat Desig). Abans que Penciulescu marxés a Suècia, ell i Rebengiuc també van treballar en la versió Bulandra de The Deputy de Rolf Hochhuth (conegut en romanès com Vicarul, "El vicari").
Després del seu debut al cinema, Rebengiuc es va convertir en una presència habitual a la pantalla. La seva següent pel·lícula va ser Nay-dalgata nosht de 1967, del director búlgar Vulo Radev, on va protagonitzar al costat de Nevena Kokanova com a presoner britànic. Dos anys més tard, sota la direcció de Mihai Iacob, Rebengiuc va protagonitzar El castell dels condemnats. A finals dels anys 60 i 70, va estar present en dues adaptacions a la pantalla d'obres de l'escriptor clàssic romanès Ion Luca Caragiale (Cadou i O scrisoare pierdută). El 1972 i el 1973, va protagonitzar dues adaptacions de les adaptacions de Manole Marcus dels guions de Titus Popovici: Conspiraţia i Departe de Tipperary. També el 1973, va aparèixer a Dimitrie Cantemir de Gheorghe Vitanidis i, l'any següent, va tenir un dels papers principals a Zidul de Constantin Vaeni. Rebengiuc també va tenir un paper al Tănase Scatiu de 1976 (una adaptació del cicle literari Comăneştenilor de Duiliu Zamfirescu), que va ser la seva primera col·laboració amb el director Dan Pița. Dos anys més tard, va aparèixer a Cianur i la gota de pluja de Marcus, a Buzduganul cu trei peceţi de Vaeni i a El Profeta, l'Or i els Transilvanians de Piţa. El 1979, va ser a L'home del sobretot, dirigida per Nicolae Mărgineanu.
A finals de la dècada de 1970, Rebengiuc també va ser obligat a aparèixer en una sèrie de produccions cinematogràfiques que admet que eren de poca qualitat i que atenien principalment els principis ideològics recentment imposats pel règim comunista i el president Nicolae Ceaușescu. Com a exemple, cita Buzduganul cu trei peceţi, on va retratar el personatge principal, el conqueridor de Transsilvània de finals del segle XVI Miquel el Valent. Sobre les pel·lícules comunistes basades en la vida de Michael, Rebengiuc diu: "Michael the Brave era el mateix Ceauşescu [només] amb barba, bigoti i barret de pell, i el que li sortia de la boca eren els discursos de Ceauşescu". Rebengiuc també afirma no tenir "cap pena" per no haver estat convidat a protagonitzar pel·lícules similars dirigides per Sergiu Nicolaescu.
Reconeix haver aconseguit escapar de la majoria d'altres formes d'aprovació del culte a la personalitat del líder comunista, però indica que, sense el seu permís, diverses de les seves actuacions van ser considerades per a la competició en festivals dirigits pels comunistes, i que li van enviar diversos diplomes. pels seus diferents papers. Recorda haver rebutjat participar al festival Cântarea României , una competició socialista quasi obligatòria a nivell nacional en l'àmbit de les arts: "No vaig poder i vaig dir que no, senyor! [Van dir:] 'Ara, si no hi vas, t'acomiadarem.'Així que acomiadeu-me! Bé, no ho van fer."

### Dècada de 1980 i Revolució
Durant la dècada de 1980, va tenir diversos papers en produccions romaneses, començant per la pel·lícula de 1981 de Lucian Pintilie De ce trag clopotele, Mitică?, on va interpretar a Pampon, un dels papers principals, mentre que la seva dona Mihuţ va interpretar l'amant de Pampon Miţa Baston. Pintilie, que va planificar la producció durant uns quants anys, va explicar més tard que havia volgut interpretar Toma Caragiu com a Pampon, i que es va plantejar demanar-li just abans de la mort de Caragiu en el terratrèmol de 1977. Pel que fa al nou gir del seu personatge, va assenyalar: "Era un Pampon, un dels que perden les nits, juguen a cartes, pateixen per amor, sempre són gelosos, sempre són enganyats però mai se n'adonen. Era un Pampon amb una intel·ligència reduïda i cansat, que només entén les coses amb dificultat." Tot i que ambientada durant la Belle Époque i basada en obres de Caragiale, l'atmosfera desolada i el to irreverent de la pel·lícula al·ludia a les realitats de la Romania comunista, fet que va provocar que fos censurada i finalment prohibida abans que pogués estrenar-se. La cooperació entre l'actor i el director va consolidar la seva amistat: Rebengiuc anomena Pintile "un gran director" i afirma "l'estimo com un germà".
El 1983, Rebengiuc va aparèixer a Dreptate în lanţuri de Dan Piţa. El mateix any, també col·labora amb Piţa a Faleze de nisip, a partir d'un guió de Bujor Nedelcovici. Va interpretar el cirurgià Theodor Hristea, que després de robar algunes de les seves pertinences, s'involucra en la investigació i dirigeix l'interrogatori d'un home aparentment innocent. Les subtils crítiques a les autoritats es van convertir en un escàndol: pocs dies després de l'estrena de Faleze de nisip, Nicolae Ceauşescu va parlar davant dels funcionaris del Partit Comunista Romanès a Mangalia, destacant-ho de trencar amb els requisits ideològics; com a conseqüència, es va prohibir als cinemes.
El 1986, Rebengiuc va ser la figura central de Moromeţii, una adaptació del llibre de Marin Preda de 1955, dirigit per Stere Gulea. La seva interpretació aclamada per la crítica va veure que Rebengiuc era identificat pel públic amb el seu personatge, el patriarcal i rígid pagès Ilie Moromete. Rebengiuc va declarar repetidament haver-se sentit insegur sobre la seva participació a la pel·lícula, indicant que només s'havia suplantat als habitants de la ciutat en els seus papers anteriors i que tenia un coneixement limitat del món rural. Inicialment va ser considerat inapte per al paper, però va aconseguir convèncer el director després de preparar-s'hi passant un mes al comtat de Teleorman, on vivia entre els camperols. L'actuació de Moromete li va valer a Rebengiuc diversos premis, inclòs un que se li va lliurar durant el Festival de Cinema de San Remo a Itàlia, i, segons es diu, va guanyar els elogis de Pintilie. Poc després també va participar en La dona del bosc de Nicolae Mărgineanu, al costat de Manuela Hărăbor i Adrian Pintea.
El desembre de 1989, Rebengiuc va participar en la revolució romanesa, que va aconseguir enderrocar el règim de Ceauşescu i acabar amb el domini del Partit Comunista. Es va unir a la multitud de revolucionaris que es dirigien a l'edifici de la Televisió Romanesa i va expressar missatges anticomunistes davant les càmeres en directe. A principis de 1990, es va reunir amb els manifestants de la Golaniad a la Plaça de la Universitat, expressant la seva oposició al partit governant postcomunista, el  Front de Salvació Nacional.

### 1990 i principis 2000
Després de la fi del comunisme, Rebengiuc va continuar actuant en produccions cinematogràfiques. El 1992, va interpretar l'alcalde del poble a la premiada Balanţa de Pintilie, un paper que considerava "petit, però coherent". La seva línia "Els nord-americans són la gent més estúpida del món" es recorda com un reflex irònic de la recuperació del nacionalisme en el discurs comunista i anticapitalista.
L'any següent, va estar al repartiment de El Fill més estimat de la Terra, una altra adaptació de Marin Preda (del llibre Cel mai iubit dintre pământeni). La segona de les pel·lícules de Pintilie protagonitzada per Rebengiuc va ser el drama nominat a la Palma d'Or Too Late, que parlava dels fracassos de la justícia a la Romania postcomunista, on va interpretar el paper d'Elephant Foot. El 1997 va ser a L'home del dia de Piţa, que es basava en un guió de Radu F. Alexandru, i, el 1999, va protagonitzar al costat d'actors hongaresos i romanesos la Defensa xinesa de Gábor Tompa. Rebengiuc també va interpretar a Grigore Cafanu a la pel·lícula Last Stop Paradise de Pintilie de 1998 (guardada amb el Gran Premi Especial del Jurat al Festival de Cinema de Venècia).
També va estar esporàdicament present a l'escenari amb Bulandra, i va afirmar que no li interessava protagonitzar obres de teatre experimental, indicant que no s'adaptava al seu gust. Entre 1990 i 1996, va ser cap de l'Institut del Teatre. En declaracions l'any 2005, va dir que el seu objectiu final era ser "un gran actor", explicant que això implicava: "actuar en un paper i no tenir res a retreure després. Actuant sense cap mena, sent sense culpa, això és el que em fa continuar." Va fer una declaració similar el 2008, i va afegir: "No actuo sense retrets. Tinc bons èxits, però hi ha aquells apartats d'una part que no cobreixo [... ]. Quan ja no hi hagi seccions tan descobertes […] només llavors diré: home, sóc un gran actor!"
Va ser Caliban a la producció de Bulandra de 1991 [[La tempesta (Shakespeare)|La tempesta]] de William Shakespeare, apareixent al costat del seu company i actor revolucionari Ion Caramitru. Va protagonitzar diversos papers principals en obres clàssiques i, com Nick Bottom a la producció de Ciulei de El somni d'una nit d'estiu, va rebre el premi UNITER. Tenia diversos papers principals en joc per l'aclamat director d'escena Silviu Purcărete : Horazio de Carlo Goldoni's El còmic de teatre, Pelasgo en Èsquil 'Les suplicants, i el paper principal en la de Shakespeare El Rei Lear. El 2001, Rebengiuc i la seva dona van aparèixer junts a l'Uncle Vanya d'Anton Txékhov, produït per a Bulandra pel director rus Yuri Kordonsky. El mateix any, va ser Fetisov a L'ocell coronel de Hristo Boitxev i va aparèixer a Tot esperant Godot de Samuel Beckett (dirigida, respectivament, per Alexandru Dabija i Gábor Tompa).
Rebengiuc també va aparèixer a la seva primera gran producció televisiva, Tandreţea lăcustelor, adaptada per Dan Necşulea a partir d'un guió d'Eugene Pretorian, i emesa per TVR 1 el 2003. Representava la vida de persones enriquides i poderoses per la Revolució, que inverteixen les seves energies a soscavar les posicions dels altres. El mateix any, va tornar a col·laborar amb Pintilie, protagonitzant al costat de Răzvan Vasilescu i Niki i Flo, fent-se passar pel coronel Niki Ardelean. El seu personatge, a qui el mateix Rebengiuc descriu com "un home modest, però que coneix el seu propi valor", està exasperat per la contínua intromissió de Flo en la seva vida i, finalment, es converteix en assassinat. Descriu aquesta part com la més directa dels seus personatges cinematogràfics, i indica que treballar amb el guionista Cristi Puiu el va impressionar. L'any 2004, ell i Puiu van col·laborar en el curtmetratge Cigarettes and Coffee, que va rebre l'Ós d'Or al Festival Internacional de Cinema de Berlín. Rebengiuc, que va interpretar un dels tres personatges (El Pare), descriu sentir-se "complagut" per la col·laboració, i haver de treballar amb "un dels millors" textos. Aquesta actuació també li va valer premis al Festival Internacional de Cinema de Transilvania de Cluj-Napoca i al Festival de Cinema Anonimul al Delta del Danubi.

### Finals dels anys 2000
Amb la tripulació de Bulandra, també va ser seleccionat com El pare a l'adaptació de Liviu Ciulei de Sis personatges a la recerca d'un autor de Luigi Pirandello (temporada 2005-2006). Va ser elogiat pel crític Valentin Dumitrescu per una "actuació notable que cobreix la paleta del mite tràgic-grotesc i descanonitzat d'una condició insuperable". Rebengiuc va protagonitzar una altra de les produccions de Pintilie, Tertium non datur (basada en una història de Vasile Voiculescu), interpretant El general. Va col·laborar amb Kordonsky en altres tres muntatges escènics: El matrimoni de Nikolai Gogol, Conu'Leonida fata cu reacţiunea d'Ion Luca Caragiale (que només es va veure una vegada, durant una festivitat de la UNESCO a Buşteni) i el Cor d'un gos de Mikhail Bulgakov., on era Preobrajenski. Aquesta darrera obra es va presentar notablement al Teatre József Katona de Budapest, Hongria durant la tardor de 2007. Rebengiuc també va reprendre el seu treball en produccions de televisió, apareixent a la sèrie curta La Urgenţă (emesa per TVR 1 el 2006-2007), i en diversos episodis de Cu un pas înainte de Pro TV. L'any 2007, amb dret a una pensió d'edat sempre que es jubili, l'actor va declarar: "Sóc vigent i encara actuo... Quan ja no actuaré, em posaré a la cantonada del carrer, potser algú em reconeixerà i em lliurarà un pretzel o alguna cosa així."
A principis de 2008, va ser Willy Loman a la producció de Bulandra de Death of a Salesman (dirigida per Felix Alexa). Va tornar a aparèixer al costat de Mihuţ, que interpretava a Linda, en el qual es va anunciar com el seu retorn al món del teatre. Durant els mateixos mesos, Rebengiuc, juntament amb Gheorghe Dinică i Marin Moraru, va rebre el títol de Doctor honoris causa per l'Institut del Teatre.
També el 2007-2008, Rebengiuc va participar en dues pel·lícules: După EA i Silent Wedding, la producció debut del seu amic i company Horaţiu Mălăele. També va publicar una versió en audiollibre de La mort d'Ivan Ilitx de Lev Tolstoi. Al febrer, just abans que l'actor complís els 75 anys, les periodistes Simona Chiţan i Mihaela Michailov van publicar De-a dreptul Victor Rebengiuc ("Victor Rebengiuc for Sure"), un llibre que van dedicar a la seva carrera com a actor, editat per Humanitas. Rebengiuc, que va parlar de la seva fe cristiana en entrevistes, també va començar a aplicar el seu ofici d'actor a la radiodifusió religiosa, amb lectures dels Salms.
La seva interpretació com a Willy Loman va rebre un altre premi UNITER l'abril de 2009. El mateix any, Rebengiuc va aparèixer a la pel·lícula de  Călin Netzer Medalia de onoare, i la seva interpretació com a heroi de guerra inconscient va ser guardonada amb premis al Festival de Cine de Torí i al Festival Internacional de Cinema de Tessalònica. El paper li va valer un altre premi al millor actor masculí al Transilvania Film Festival, edició 2010, on va ser convidat d'honor. L'octubre de 2010, va rebre el premi Prometheus Opera Omnia d'Art escènic, atorgat per la Fundació Anonimul.
També va iniciar una col·laboració amb el Teatrul Naţional Ion Luca Caragiale (TNB), com Joe Keller a Tots eren fills meus d'Arthur Miller, sota la direcció de Caramitru. La crítica teatral Silvia Dumitrache, que va qualificar l'espectacle de "animat i dinàmic, tens i preocupant", destaca el fet que Rebengiuc va crear una representació "més aviat positiva" d'un paper negatiu, que va servir per llançar "una llum encara més tràgica sobre l'obra". Rebengiuc també va ser el protagonista d'una altra producció de TNB, Legenda Marelui Inchizitor ("La llegenda del gran inquisidor"), adaptada per Radu Penciulescu de la paràbola homònima de Fiódor Dostoievski. El crític Dan Boicea, que va assenyalar que la producció es basava en els monòlegs de Rebengiuc, també va argumentar: "Rebengiuc no exagera de cap manera, és apassionat per la seva gentilesa, és ferm en la manera amb què estalvia les seves energies [... ]. No esclata en el moment del clímax, encara que podria haver caigut en aquest pecat.»

## Política

### Causes primerenques
En una entrevista de 2005 a Dilema veche, Victor Rebengiuc va dir: "No tinc més que una certesa: la societat comunista és dolenta. Després de la desafortunada experiència de diverses desenes d'anys, posaria la mà al forn sobre aquest tema." Tot i haver-se enfrontat a campanyes de reclutament abans de 1989, Rebengiuc no es va unir mai al Partit Comunista Romanès i va sentir que el seu paper a Cor de gos era "representatiu" d'ell mateix, a causa dels matisos anticomunistes de l'obra de Mikhaïl Bulgàkov.
Rebengiuc va expressar per primera vegada el seu missatge polític al públic durant la revolució romanesa, quan estava present a l'edifici de la televisió romanesa. En un moment icònic, va alçar un rotllo de paper higiènic davant la càmera, instant els espectadors i els membres del personal de televisió que havien promogut el culte a la personalitat de Ceauşescu a netejar-se. L'any 2008, Rebengiuc recordava: “Feia temps que tenia ganes de fer aquest gest, i crec que va ser el moment més adequat. Sé que vaig agafar molta gent per sorpresa. Els vaig dir que la gent que menjava merda i que ens omplia la vida i les orelles amb Ceauşescu això, Ceauşescu allò, hauria de desaparèixer. Se suposava que aquell paper havia d'esborrar alguns rastres. Encara estic lluitant contra els molins de vent." En un altre lloc, va parlar de les seves motivacions: "Tots aquells que una o dues hores abans encara elogiaven a Ceauşescu eren [encara] a la televisió. I, així, estaven a la televisió, fent-se semblar innocents, purs. [... ] Jo, fins al 22 de desembre de 1989 [és a dir, el dia que va fugir Ceauşescu], em preguntava: vaja, què faran tots aquests merders si es canvia de règim? Tindran vergonya? Correran a amagar-se en racons foscos? I després els veig a la televisió.. " Rebengiuc, que atribueix al seu fill Tudor l'haver-lo instat a entrar a l'edifici de la Televisió, també recorda haver recitat Doina, un poema nacionalista de Mihai Eminescu, canviant l'estrès de la condemna dels estrangers a llegir com un atac a persones associades al règim.
L'1 de maig de 1990, en el punt àlgid dels esdeveniments de la Golaniad, Rebengiuc va llegir una Protesta dels intel·lectuals romanesos, expressant la seva solidaritat amb els estudiants reunits a la plaça de la Universitat en oposició al Front de Salvació Nacional. Va ser signat per 27 personalitats culturals, entre elles militants de la societat civil (Gabriel Andreescu, Doina Cornea, Radu Filipescu), periodistes (Cornel Nistorescu, Octavian Paler), assagistes (Gabriela Adameşteanu, Ana Blandiana, Petru Creţia, Ştefan Augustin Doinaş, Ion Bogdan). Lefter, Romulus Rusan), artistes visuals (Horia Bernea, Sorin Dumitrescu, Mihai Stănescu), actors (Irina Petrescu, Florin Zamfirescu i la dona de Rebengiuc Mariana Mihuţ), músics (Corneliu Cezar, Teodor Grigoriu, Johnny Răducanu), científic i el cineasta Edmond Lucian Pintilie. El document elogiava la Proclama de Timişoara, a través de la qual tant els revolucionaris de 1989 com la Golaniad demanava l'aplicació de la lustració a la política romanesa, i subratllava la continuïtat entre les dues formes de protesta al carrer, alhora que s'oposava a les al·legacions del Front de Salvació que els manifestants posaven en perill el consens social: "[Els manifestants] expressen l'esperit de la Revolució, el sacrifici d'aquells que han defensat l'horror del poble romanès per qualsevol forma de totalitarisme. La decisió del Govern de negar-se al diàleg amb els manifestants, amb els que han signat la Proclama, encara divideix la població, encara aliena un dels sectors més actius i responsables de la nació. [... ] Nosaltres també desitgem estabilitat, però desitgem una estabilitat moral, basada no en interessos personals o de partit, sinó en els interessos del país i en les sagrades aspiracions de la Revolució de desembre."
Després de 1990, Rebengiuc va continuar sent un crític del successor del Front de Salvació, el Partit Socialdemòcrata. Va considerar que "El partit al poder immediatament després de la Revolució només va canviar el seu nom i la seva direcció d'alt rang, això és tot. La gent encara estava lligada a la mentalitat del partit comunista." Durant la dècada de 1990, Rebengiuc simpatitzava amb l'oposició Nacional Liberals i, sense formalitzar la seva afiliació, es va presentar a les eleccions al Senat al sufragi de 1990. Rebengiuc va reflexionar més tard: "Afortunadament, no vaig ser elegit". L'actor també va donar a conèixer el seu monarquisme : l'abril de 1992, va ser una de les celebritats que va acollir Michael I, el deposat rei de Romania, durant la seva visita de tornada al país postcomunista. El 2003-2004, Rebengiuc es va afiliar al partit menor Unió per a la Reconstrucció de Romania (URR). Més tard va afirmar: “Va ser una proposta política en la qual vaig creure. URR podria haver estat un canvi de classe política." Va indicar que els seus motius per separar - se del grup van ser el fet que no va guanyar popularitat i assolir el nombre de vots necessaris per entrar al Parlament durant les eleccions del 2004.

### Activista de la societat civil
Des de 2002, Rebengiuc és membre de l'organització no governamental Asociaţia Revoluţionarilor fără Privilegii (Associació de Revolucionaris No Privilegiats), al costat d'Ion Caramitru, Dan Pavel, Radu Filipescu i altres. En referència a l'objectiu d'aquest grup, Filipescu afirma: "L'Associació es va constituir com a reacció a les organitzacions molt actives de revolucionaris, que eren majoritàriament actives per reclamar guanys materials. Finalment, va sorgir la situació en què unir-se a una associació de revolucionaris tenia la connotació de perseguir guanys materials, privilegis." També és membre del Group for Social Dialog (GDS), una plataforma per a intel·lectuals reformistes. A partir de 2005, va ser, amb el seu company revolucionari Mircea Diaconu, un dels dos actors entre els seus 48 membres.
Va optar per retirar-se de la política romanesa, afirmant el 2008: "No veig cap sentit a implicar-me, ja que no puc arribar fins al final optant per cap persona. No crec en cap de les persones que podria escollir en aquest moment i, per tant, prefereixo deixar-me de banda." En confessar que no es pot atrevir ni a llegir els diaris, es declara "disgustat" amb la classe política. Malgrat la seva retirada, va signar amb el seu nom un conjunt d'iniciatives que presumeixen un paper polític. El març de 2006, l'actor va fer una crida pública signada per 30 organitzacions no governamentals i més de 230 personalitats públiques, a través del qual va demanar al president Traian Băsescu que condemnés el règim comunista en l'esperit de la Proclama de Timişoara.
En part com a resultat d'aquesta crida, el cap de l'estat va instituir la Comissió Presidencial per a l'estudi de la dictadura comunista a Romania, que estava encapçalada per l'historiador Vladimir Tismăneanu, i un informe que el president va llegir al Parlament. Durant la polèmica posterior, les crítiques a Băsescu i a l'informe van ser expressades notablement pels grups de l'oposició: els socialdemòcrates, el Partit Conservador i el Partit de la Gran Romania. El febrer de 2007, quan les forces parlamentàries van votar a favor d'un referèndum d'impeachment contra Băsescu, Rebengiuc es va unir a Tismăneanu i 48 intel·lectuals més per signar una carta oberta condemnant la mesura. Argumentaven que aquesta reacció ha estat possible gràcies als "atacs concertats d'aquells que van sentir commocionats el seu negoci, la seva impunitat, la possibilitat de perpetuar l'estat oligàrquic postcomunista". Advertint que, juntament amb la ruptura de l'Aliança Justícia i Veritat, aquest tipus de reacció havia fermentat "una crisi política", també van donar suport als objectius declarats de Băsescu d'eliminar la corrupció i concedir al públic l'obertura dels arxius de la policia secreta comunista., la Securitate. Altres signants de la carta inclouen Gabriel Liiceanu, Sorin Iliesiu, Mircea Mihăieş, Dan C. Mihailescu, Mircea Cartarescu, Magda Cârneci, Horia-romana Patapievici, Şerban Rădulescu-Zoner, Andrei Oişteanu, Ruxandra Cesereanu, Dan Perjovschi, Alexandru Zub, Virgil Nemoianu, Adriana Babeţi, Livius Ciocârlie, Andrei Cornea, Sabina Fati, Florin Gabrea, Andrei Pippidi, Dan Tapalagă, Sever Voinescu, Florin Ţurcanu, Hannelore Baier i Traian Ungureanu.
La seva crida per descobrir els secrets del passat comunista de Romania també el va fer cercar dades que la Securitate tenia sobre ell i posades a la seva disposició pel CNSAS, una agència estatal que gestiona els arxius de la Securitate. Creu que encara falta certa informació del seu expedient, que indica que és probable que la seva tendència a dir la seva opinió hagi fet que les autoritats el mantinguessin sota vigilància. També subratlla que durant molt de temps va sospitar que la gent del seu entorn anterior al 1989 l'havia informat a la Securitate, i explica haver rebut correus d'odi poc després de la Revolució, sobretot després d'haver expressat crítiques al Front de Salvació.
El gener de 2007, Rebengiuc i Perjovschi també es van pronunciar sobre el tema de les polítiques culturals, protestant contra el Centre de producció cinematogràfica estatal: juntament amb l'actor Florin Piersic Jr, el cineasta Radu Afrim i els crítics Mihai Chirilov, Alex Leo Şerban, Marius Chivu. i Daniel Cristea-Enache, van avalar una petició en línia que condemnava la institució per la seva decisió de finançar els projectes del polèmic director Sergiu Nicolaescu, i per no finançar directors joves i reconeguts internacionalment com Cristi Puiu i Thomas Ciulei. Tres anys més tard, durant el Festival Internacional de Cinema de Transilvania, Rebengiuc va manifestar una protesta pública dels professionals del cinema contra el projecte de llei de Nicolaescu, que pretenia modificar els criteris en ús per al finançament públic de les pel·lícules. La seva protesta, codificada a la Proclama de Cluj, va guanyar el suport del director alemany visitant Wim Wenders.
Rebengiuc també va ser el portaveu d'una campanya de 2009 llançada per Realitatea TV i titulada Noi vrem respect ("Exigim respecte"). La iniciativa anunciava com a objectiu el canvi de moral i actituds entre els romanesos: "La descarada no convertirà un en Déu, els diners no ens faran amos, la ignorància no ens fa beneïts". En un vídeo promocional que encapçalava la campanya, el mateix Rebengiuc va declarar que sentia solidaritat amb la visió de Realitatea, motivat en això pel que considerava una disminució general dels estàndards dins de la societat romanesa. La seva participació en el projecte va ser objecte de crítiques: els comentaristes van argumentar que l'emissora utilitzava l'eslògan en la batalla política que va conduir a les eleccions de 2009, i així reflectia l'opció del seu mecenes Sorin Ovidiu Vântu pels partits i el comerç anti-Băsescu. sindicats. El periodista i acadèmic Bogdan Iancu, que va entrar en una polèmica amb Realitatea sobre el tema del suport polític encobert, va suggerir que hi havia un contrast entre la posició de Rebengiuc durant la Revolució (l'episodi del paper higiènic) i la seva credibilitat, ja que "fa pudor de manipulació empaquetat intel·ligentment". En canvi, l'escriptor Cezar Paul-Bădescu va considerar la campanya "lloable", va qualificar-la com l'inici d'una "revolució moral" i va creure que el paper de Rebengiuc havia estat "com sempre, extraordinari", però va assenyalar que la mateixa Realitatea havia fracassat a l'hora de mantenir el periodisme. estàndard que anunciava implícitament.

## Filmografia seleccionada
| Curs | Títol                              | Rol                 | Notes           |
| ---- | ---------------------------------- | ------------------- | --------------- |
| 1961 | Darclee                            |                     |                 |
| 1965 | Bosc dels Penjats                  |                     |                 |
| 1978 | El Profeta, l'Or i els Transilvans |                     |                 |
| 1981 | Escenes de Carnaval                |                     |                 |
| 1983 | Penya-segats de sorra              |                     |                 |
| 1987 | La família Moromete                |                     |                 |
| 1992 | El Roure                           |                     |                 |
| 1993 | El Fill més estimat de la Terra    |                     |                 |
| 1996 | Massa tard                         |                     |                 |
| 1997 | L'home del dia                     |                     |                 |
| 1998 | Next Stop Paradise                 |                     |                 |
| 2003 | Niki i Flo                         |                     |                 |
| 2007 | Cu un pas înainte                  | Paul Steiner        |                 |
| 2008 | Casament silenciós                 |                     |                 |
| 2009 | Amunt                              | Charles F. Muntz    | Versió romanesa |
| 2010 | Medalla d'Honor                    | Ion                 |                 |
| 2010 | Dimarts, després de Nadal          |                     |                 |
| 2011 | El Pare Fantasma                   |                     |                 |
| 2013 | El gos japonès                     |                     |                 |
| 2014 | Una nova vida                      | El pare de Nae      |                 |
| 2015 | Aferim!                            |                     |                 |
| 2017 | Octav                              |                     |                 |
| 2017 | Charleston                         | El pare de la Ioana |                 |
| 2019 | Sacrificiul                        | Titel Puică         |                 |
| 2021 | Pup-o, mă! 2: Mireasa Nebună       | El vell pagès       |                 |